# تاكوما أرانو
تاكوما أرانو (باليابانية: 荒野 拓馬) (20 أبريل 1993 في سابورو في اليابان – )؛ هو لاعب كرة قدم ياباني سابق كان يلعب كلاعب وسط.

## وصلات خارجية
- تاكوما أرانو على موقع رابطة كرة القدم اليابانية للمحترفين (اليابانية)
- تاكوما أرانو على موقع قاعدة بيانات كرة القدم.إي يو (الإنجليزية)
- تاكوما أرانو على موقع Soccerway.com (الإنجليزية)
- تاكوما أرانو على موقع عالم كرة القدم.نت (الإنجليزية)
- تاكوما أرانو على موقع كووورة